# Алиер, Абель Квай
Абель Квай Алиер (род. 1933) — южносуданский политик, судья. Занимал должность вице-президента Судана в 1972-1982 годах.

## Ранние годы
Родился в Южном Судане в штате Верхний Нил. Учился в средней школе Румбек, в которой учились много представителей номенклатуры Южного Судана. Окончил юридический факультет в университете Хартума.

## Разрыв аддис-абебского соглашения
В 1972 году был подписан мирный договор — аддис-абебское соглашение. Абель Алиер участвовал в договорах. После этого он стал вице-президентом. В 1983 году президент Судана Нимейри сделал разрыв в договоре — там начали жить по законам шариата. Из-за этого началась война.
В начале 1990-х годов Абель написал книгу Southern Sudan: Too Many Agreements Dishonored, в которой рассказывается о проблемах в Южном Судане.

## Хартумское соглашение
В 1997 году было подписано хартумское соглашение.

## Смерть Дж. Гаранга (2005)
Абель Алиер принимал участие в расследовании крушения самолёта, из-за которого погиб политик Дж. Гаранг. Основная версия крушения — плохая видимость.